# Kachna (letectví)

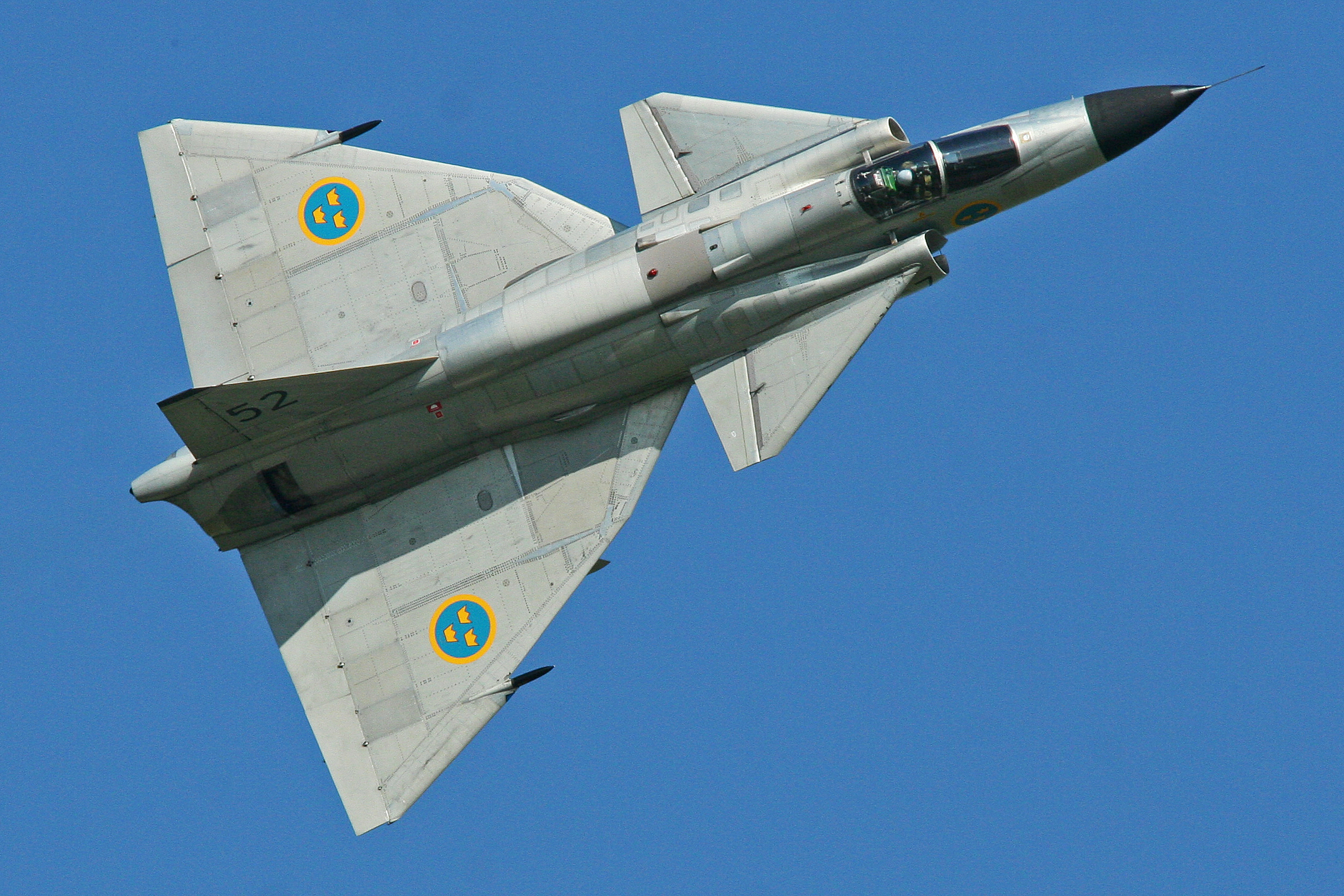
Saab 37 Viggen, první moderní letoun kachní koncepce, který šel do výroby.

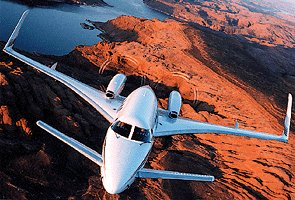
Beechcraft Starship – typický letoun kachní koncepce

Kachna v letectví, resp. Letadlo kachní koncepce je označení letadla, které má vodorovné řídící plochy (VP) umístěné vpředu před křídlem. Název byl odvozen od podoby letadla, které má díky křídlům umístěným více vzadu podobu letící kachny.
U pomaleji létajících letadel bývají vpředu umístěné VP pevné (sloužící pouze k vyrovnávání letadla a zvýšení vztlaku) a u letadel rychlejších (nadzvukových) bývají naopak pro zvýšení obratnosti letadla nastavitelné (často pravá a levá nezávisle na sobě) a elektronicky řízené.

## Výhody koncepce
Kachní koncepce přispívá ke zvýšení vztlaku. Těžiště letounu leží před působištěm vztlaku a při klasickém umístění VP v zadní části letadla musí aerodynamická síla vyvozená VP působit proti celkovému vztlaku letadla tak, aby bylo dosaženo rovnovážného letu. V případě umístění VP vpředu musí aerodynamická síla působit naopak nahoru a přispívá tak k celkovému vztlaku.
Při letech na velkých úhlech náběhu (pomalý let) vpředu umístěná VP příznivě ovlivňuje proudění okolo hlavní nosné plochy (křídla) a zvyšuje tak ještě výrazněji celkový vztlak (až o 30 %).
Letoun v kachním uspořádání je navíc poměrně odolný vůči pádům ze ztráty rychlosti (například při přetažení při stoupání) a nechtěným přechodům do vývrtky. Kachní VP totiž ztrácí v krizově nízkých rychlostech vztlak dříve než nosná plocha a při následném poklesu přední části letounu způsobí snížení náběhu na křídle a případně zvýšení rychlosti.
Kachní koncepce umožňuje lépe aerodynamicky tvarovat zadní část trupu a nepřímo tak přispívá ke snížení odporu.

## Nevýhody koncepce
Hlavní nevýhodou kachní koncepce je zhoršená stabilita letadla při letu. U moderních stíhacích letounů (např. JAS 39 Gripen) ale tato přirozená nestabilita naopak pomáhá k lepší obratnosti stroje při manévrování (udržování stability ve vysokých rychlostech je ale možné pouze díky elektronice, viz fly-by-wire).
V některých režimech letu navíc může být účinnost (vyvozený vztlak) hlavní nosné plochy negativně ovlivněna úplavem za kachní VP.
Kachní uspořádání je zároveň oproti tomu klasickému výrazně citlivější na polohu těžiště letounu.

## Příklady letadel kachní koncepce

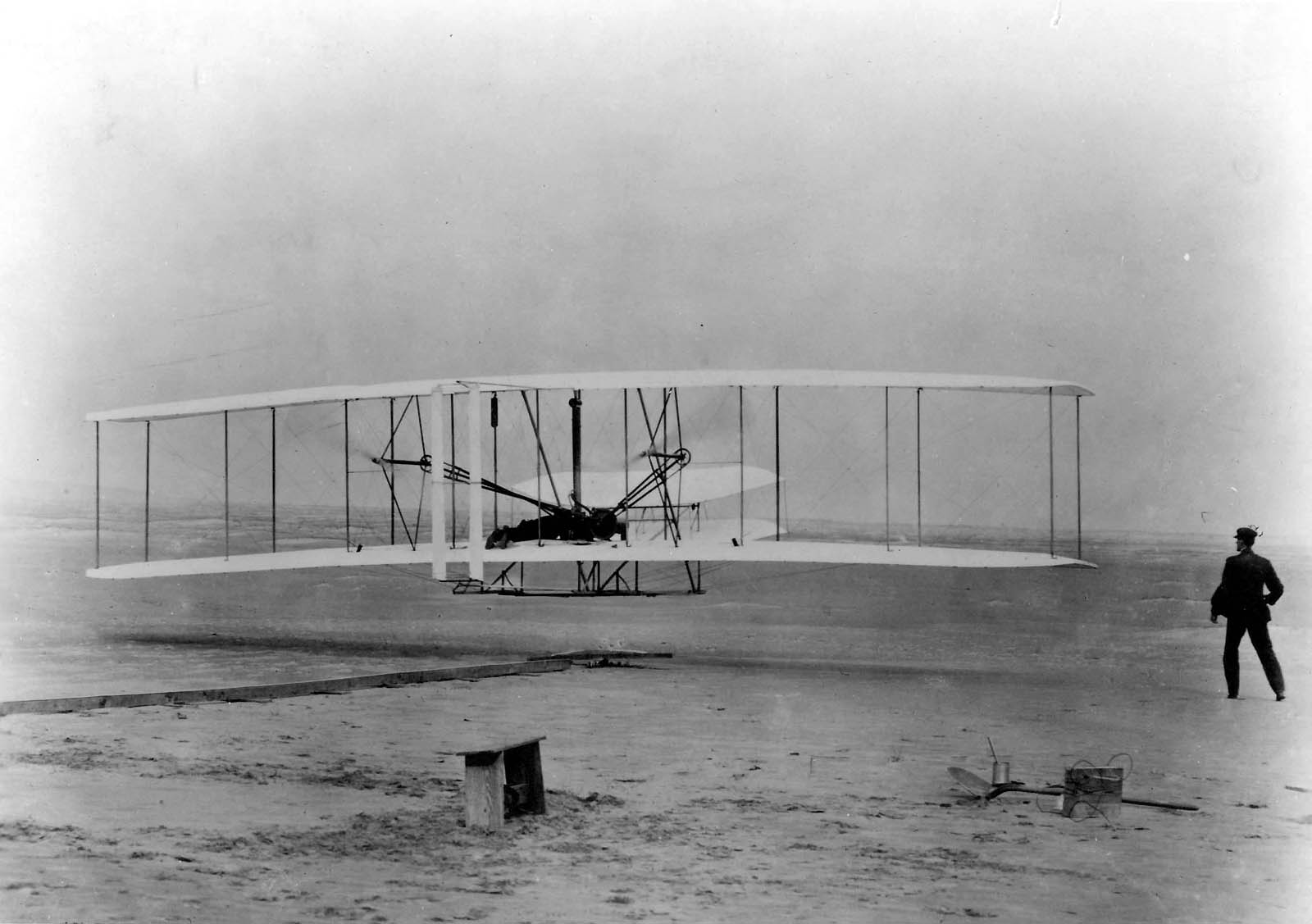
Letadlo bratří Wrightů – první motorové letadlo (1903)

Gossamer Albatross – letadlo na lidský pohon, které přeletělo kanál La Manche (1979)

Voyager – první letadlo, které obletělo Zemi bez doplňování paliva (1986)

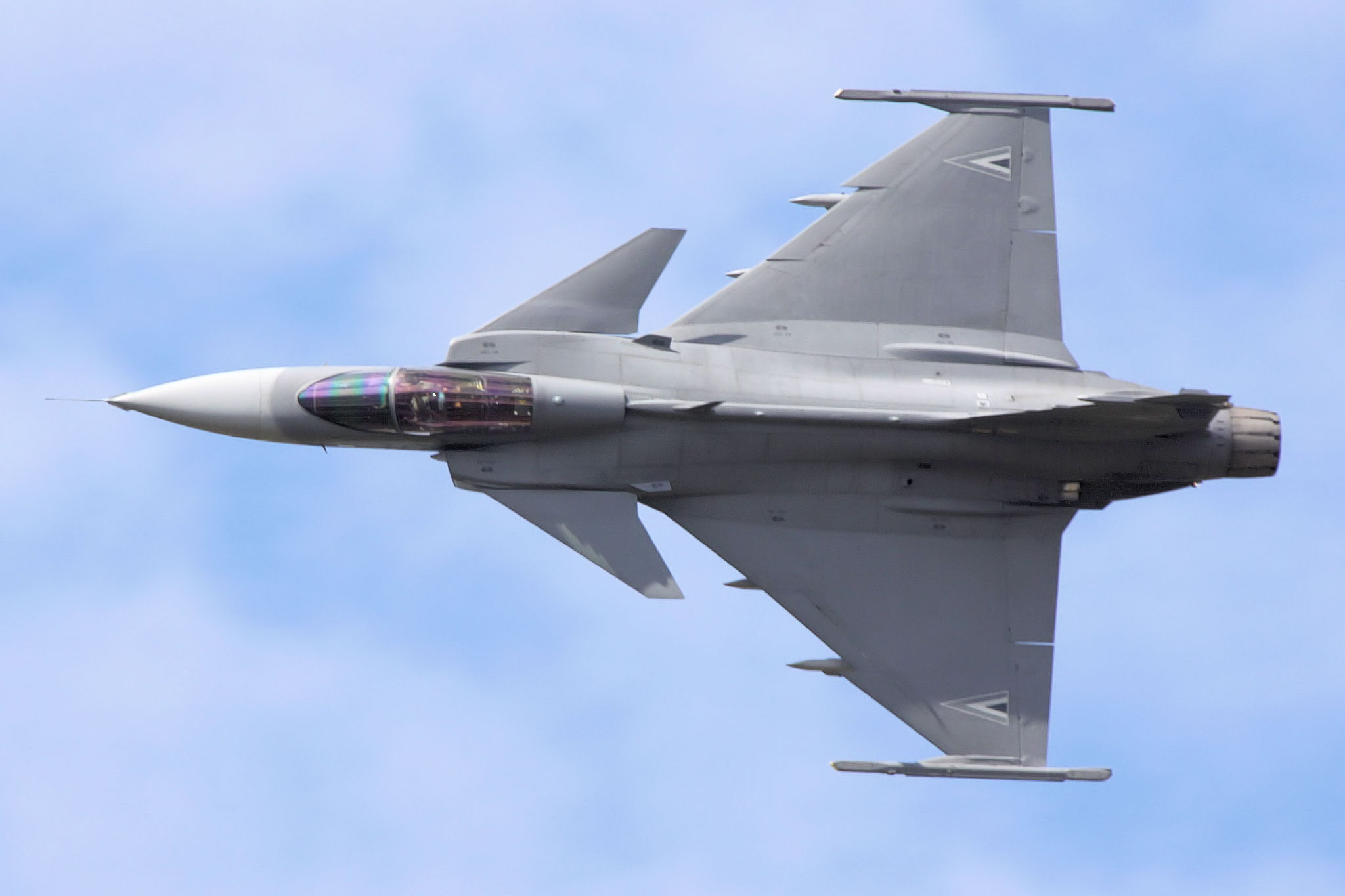
JAS 39 Gripen – nadzvukový stíhací letoun užívaný nyní českou armádou

- Wright Flyer, AEA Silver Dart, Santos-Dumont 14-bis a některá jiná letadla z průkopnických dob letectví
- Atlas Cheetah
- Beechcraft Starship
- Berkut 360
- Cozy MK IV
- Curtiss XP-55 Ascender
- Curtiss-Wright CW-24B
- Dassault Mirage 4000
- Dassault Rafale
- Eurofighter Typhoon
- F-15 S/MTD (McDonnell Douglas/Boeing)
- Freedom Aviation Phoenix
- Gossamer Albatross
- Gossamer Condor
- Grumman X-29
- Chengdu J-9 a J-10
- IAI Kfir
- IAI Lavi
- IAI Nammer
- Kjúšú J7W
- McDonnell Douglas X-36
- MiG-8
- Miles Libellula
- NASA Proteus
- North American X-10
- North American XB-70 Valkyrie
- OMAC Laser 300
- Piaggio P180 Avanti
- Rockwell-MBB X-31
- Rutan Voyager a další letadla bratří Rutanových
- Saab 37 Viggen
- Saab JAS-39 Gripen
- Steve Wright Stagger-Ez
- Suchoj Su-47
- Velocity – více typů

Letadla doplňkově využívající kachní VP
- B-1 Lancer
- Tupolev Tu-144 (některé typy)
- Suchoj Su-30, Su-33, Su-34, Su-35, Su-37, T-4 aj.